# Mistrovství světa v judu 1986
4. mistrovství světa žen se konalo v Geusselt Sports Hall v Maastrichtu ve dnech 24.-26. října 1986.

## Program
- PAT - 24.10.1986 - těžká váha (+72 kg)
- PAT - 24.10.1986 - polotěžká váha (−72 kg)
- PAT - 24.10.1986 - střední váha (−66 kg)
- SOB - 25.10.1986 - polostřední váha (−61 kg)
- SOB - 25.10.1986 - lehká váha (−56 kg)
- SOB - 25.10.1986 - pololehká váha (−52 kg)
- NED - 26.10.1986 - superlehká váha (−48 kg)
- NED - 26.10.1986 - bez rozdílu vah

## Výsledky
| Kategorie | Zlato                     | Stříbro                     | Bronz                        | Bronz                       |
| --------- | ------------------------- | --------------------------- | ---------------------------- | --------------------------- |
| −48 kg    | Karen Briggsová (GBR)     | Fumiko Ezakiová (JPN)       | Fabienne Boffinová (FRA)     | Li Čung-jün (CHN)           |
| −52 kg    | Dominique Brunová (FRA)   | Kaori Jamagučiová (JPN)     | Sharon Rendleová (GBR)       | Ok Kjong-suk (KOR)          |
| −56 kg    | Ann Hughesová (GBR)       | Maria Gontowiczová (POL)    | Chita Grossová (NED)         | Béatrice Rodriguezová (FRA) |
| −61 kg    | Diane Bellová (GBR)       | Céline Géraudová (FRA)      | Rjóko Fudžimotová (JPN)      | Donna Guyová (NZL)          |
| −66 kg    | Brigitte Deydierová (FRA) | Elisabeth Karlssonová (SWE) | Alexandra Schreiberová (FRG) | Anita Stapsová (NED)        |
| −72 kg    | Irene de Koková (NED)     | Ingrid Berghmansová (BEL)   | Barbara Claßenová (FRG)      | Liou Aj-siang (CHN)         |
| +72 kg    | Kao Feng-lien (CHN)       | Marjolein van Unenová (NED) | Isabelle Paqueová (FRA)      | Nilmaris Santiniová (PUR)   |